# Ninoe ninetta
Ninoe ninetta är en ringmaskart som beskrevs av Kirkegaard 1995. Ninoe ninetta ingår i släktet Ninoe och familjen Lumbrineridae.
Artens utbredningsområde är havet kring Nya Zeeland. Inga underarter finns listade i Catalogue of Life.